# Viola alexejana
Viola alexejana är en violväxtart som beskrevs av R.V. Kamelin och S.Yu. Yunusov. Viola alexejana ingår i släktet violer, och familjen violväxter. Inga underarter finns listade i Catalogue of Life.